# Lev Psakhis
Lev Boríssovitx Psakhis (en hebreu: לב בוריסוביץ' פסחיס; en rus: Лев Борисович Псахис), (Krasnoiarsk, 29 de novembre de 1958), és un jugador, escriptor, i entrenador d'escacs jueu de Rússia, que va jugar sota bandera soviètica, i posteriorment nacionalitzat israelià; té el títol de Gran Mestre des de 1982, any en què va arribar a ser el 7è millor jugador mundial.
Tot i que s'ha mantingut pràcticament inactiu des de 2007, a la llista d'Elo de la FIDE d'agost de 2015, hi tenia un Elo de 2517 punts, cosa que en feia el jugador número 20 d'Israel. El seu màxim Elo va ser de 2625 punts, a la llista de gener de 1995 (posició 34 al rànquing mundial).

## Resultats destacats en competició
En Psakhis es proclamà el 1977 Campió de la RSFS de Rússia, a Volgograd (empatat al primer lloc amb Valērijs Žuravļovs). Va obtenir els títols de Mestre Internacional i de Gran Mestre el 1980 i el 1982 respectivament, tot just abans i després de les seves dues victòries el Campionat de l'URSS, el 1980 (Vílnius - ex aequo amb Aleksandr Beliavski) i el 1981 (Frunze - ex aequo amb Garri Kaspàrov, a qui va derrotar a la segona ronda).
En torneigs internacionals, ha obtingut diversos bons resultats, incloses victòries en solitari o empatat a Naleczow 1980, Sarajevo 1981, Cienfuegos 1983, Troon 1984, Sverdlovsk 1984, Szirak 1986, Sarajevo 1986, Sebastòpol 1986, Lugano Open 1988, Belgrad 1988, Lugano 1988, Amsterdam "B" 1989, Tel-Aviv 1990 (i novament el 1999), Londres MSO 1999 i Andorra 2002.
També ha obtingut segons llocs destacats al torneig Zonal d'Erevan 1982, (empatat amb Vladímir Tukmàkov, el campió fou Iussúpov), a Tallinn 1983, Sotxi 1985, Trnava 1988, Calcutta 1988, Erevan 1988 i Herzliya 1998. El 1994 va guanyar la 14a edició de l'Obert Vila de Benasc.
Ha estat Campió d'Israel el 1997 en solitari, i el 1999 compartint el títol.
Pel que fa a participacions en el cicle pel Campionat del món, fou finalista al Zonal d'Erevan de 1982 i es va classificar per l'Interzonal de Las Palmas posteriorment el mateix any, tot i que hi va obtenir un resultat pobre i no va poder avançar al Torneig de Candidats.

### Participació en competicions per equips

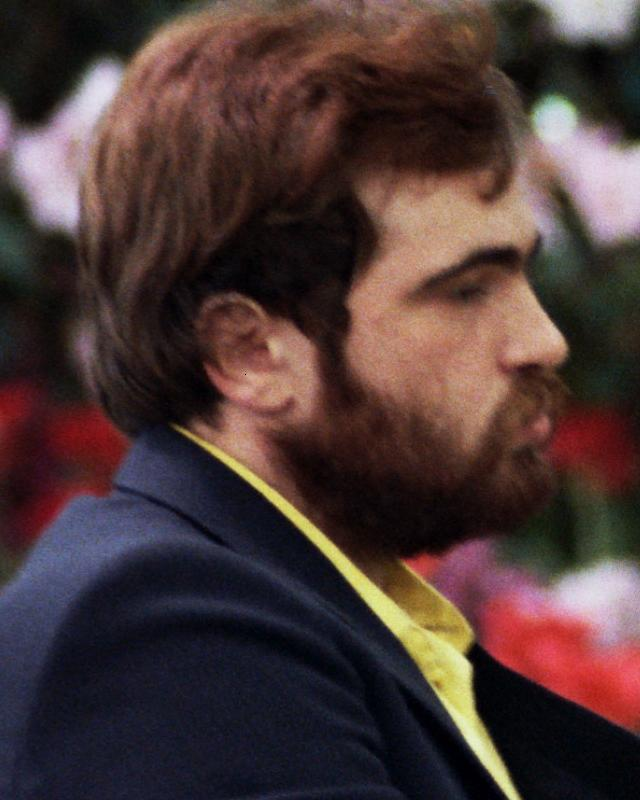
Psakhis a Dortmund, el 1982

En Psakhis ha representat Israel a les Olimpíades d'escacs set cops en el període 1990-2002. Al Campionat d'Europa per equips, hi jugà representat l'equip soviètic a Plòvdiv el 1983, on hi guanyà medalles tant individuals com per equips. Posteriorment, hi participà representant Israel, i hi obtingué una medalla d'or individual al quart tauler, a Batumi el 1999.

## Tarannà i estil de joc
Alguns companys professionals han dit de Psakhis que la seva pobra condició psicològica i baix nivell d'energia han estat hàndicaps importants per no haver tingut una carrera més brillant. El GM d'elit Borís Guélfand, per exemple, mai no l'ha pogut vèncer. En Psakhis mateix és més aviat modest sobre les seves habilitats, indicant que pot oferir bons consells sobre tècnica defensiva degut precisament a les moltes posicions terribles de les quals ha hagut d'empescar-se la manera de sortir-se'n.
Pel que fa al seu estil de joc, en la seva joventut li agradaven les posicions agudes i complicades, però actualment prefereix el joc posicional.

## Entrenador i escriptor d'escacs
Al llarg dels anys, ha col·laborat en molts programes d'entrenament, ja des de les darreries dels 1980, quan va treballar amb en Kaspàrov i n'Artur Iussúpov. El 1990 va jugar un matx d'entrenament contra en Kaspàrov, que va perdre (1-5). També ha fet de segon de Susan Polgar, Judit Polgár, i Emil Sutovsky.
És un reputat expert en la defensa francesa, i va escriure The Complete French (i també The Complete Benoni) per l'editorial B.T. Batsford a començaments dels anys 1990. Posteriorment ha editat també amb Batsford un tractat sobre la defensa francesa en quatre volums, el 2003/4, titulats Vol.1 French Defence: 3. Nd2 (Tarrasch), Vol.2 French Defence: Advance and Anti-French Variations, Vol.3 French Defence: 3. Nc3 Bb4 (Winawer) i Vol.4 French Defence: Steinitz, Classical and Other Variations.